# Žydrūnas Karčemarskas
Žydrūnas Karčemarskas   (Alytus, 24 de maig de 1983) és un exfutbolista lituà de la dècada de 2000.
Fou 66 cops internacional amb la selecció lituana.	
Pel que fa a clubs, defensà els colors de Gaziantepspor i Osmanlıspor.